# Запорожець (Генічеський район)
Запоро́жець — село в Україні, у Генічеській міській громаді Генічеського району Херсонської області. Населення становить 7 осіб.

## Історія
12 червня 2020 року, відповідно до Розпорядження Кабінету Міністрів України № 726-р «Про визначення адміністративних центрів та затвердження територій територіальних громад Херсонської області», увійшло до складу Генічеської міської громади.
17 липня 2020 року, в результаті адміністративно-територіальної реформи та ліквідації  колишнього Генічеського району увійшло до складу новоутвореного Генічеського району.
24 лютого 2022 року село тимчасово окуповане російськими військами під час російсько-української війни.

## Населення

### Мова
Розподіл населення за рідною мовою за даними перепису 2001 року:
| Мова       | Кількість | Відсоток |
| ---------- | --------- | -------- |
| українська | 7         | 100%     |

## Постаті
Уродженцем села є архітектор Суський Віктор Іванович (1929 — ? до грудня 2010).